# Kadavu
Kadavu ([kaˈndaβu], Schreibung auch: Kandavu) ist mit 411 Quadratkilometer Fläche die viertgrößte der Fidschi-Inseln und Hauptinsel der Kadavu-Gruppe. Sie ist Namensgeberin der gleichnamigen Provinz Kadavu in der Eastern Division.

## Geographie
Kadavu ist bei einer Länge von 93 km und einer Breite zwischen 365 Meter und 13 km an zwei Stellen eingeschnürt und besteht somit aus drei nur durch schmale Landstreifen verbundenen Inselteilen. Der größte Teil der Insel ist hügelig und von dichtem tropischen Regenwald bewachsen.
Die höchsten Erhebungen sind der vulkanische Nabukelevu (Mount Buke Levu oder Ndelainambukelevu, das heißt großer Yamsberg), bekannt als „Mount Washington“, mit 805 Meter, und der Biloniyaqona (Mbiloniyanggona), bekannt als „Mount Challenger“ mit 664 Metern. Einige kleinere Wasserfälle stürzen von den Hängen.
Die Küstenlinie besteht aus zahlreichen Buchten mit von Kokospalmen gesäumten Stränden. Vor der Südküste und der nordöstlich vorgelagerten Insel Ono erstreckt sich das Great Astrolabe Riff, eines der längsten durchgehenden Riffe in Fidschi. Zwischen Kadavu und dem Korallenriff befindet sich eine ausgedehnte Lagune mit Wassertiefen bis 10 m, zum Ozean hin fällt die Wassertiefe auf 1.800 m ab.

## Bevölkerung
Insgesamt leben auf Kadavu 10.897 Einwohner zumeist fidschianischer Herkunft in 69 über die ganze Insel verstreuten Dörfern. Der einzige Ort von übergeordneter Funktion ist Vunisea. Er ist das Hauptquartier der Provinz Kadavu. Hier gibt es ein Krankenhaus, ein Postamt, eine Bank und den Markt der Insel.
| Kadavu | Bevölkerung (Volkszählung) | Bevölkerung (Volkszählung) | Bevölkerung (Volkszählung) |
| ------ | -------------------------- | -------------------------- | -------------------------- |
| 1986   | 1996                       | 2007                       | 2017                       |
| 9.805  | 9.535                      | 10.167                     | 10.897                     |

## Geschichte
William Bligh gilt als erster Europäer, der 1792 Kadavu auf seiner zweiten Reise nach Fidschi auf der HMS Providence entdeckte. 1799 folgte Kapitän Christopher Bentley auf der Rückfahrt von Australien auf dem amerikanischen Schiff Ann & Hope. 1827 erlitt der französische Commander Dumont d’Urville auf dem Riff beinahe Schiffbruch, das seitdem den Namen seines Schiffes, der Astrolabe, trägt.
In den 1870er Jahren diente die Walstation Galoa Harbor bei Vunisea vorbeikommenden Segelschiffen auf dem Weg nach Australien und Neuseeland als Anlaufpunkt. Passagiere wurden aufgenommen und Proviant und Wasservorräte ergänzt. Kadavu war sogar als Ort der neuen Hauptstadt der Fidschi-Inseln im Gespräch, bis die Wahl auf Suva fiel. Darauf verlor die Insel ihre Bedeutung und macht noch heute einen verschlafenen Eindruck.

## Infrastruktur
Auf Kadavu gibt es wegen der steilen Hänge und geringen Bevölkerung nur wenige Straßen. Auf dem östlichen der drei Inselteile sind die wenigen Dörfer nur mit Booten zu erreichen, ebenso wie fast alle Dörfer der Nordküste. Somit sind Boote die wichtigsten Verkehrsmittel. Bei Vunisea liegt der Flughafen Kadavu, der einzige Flugplatz der Insel, der täglich von Sun Air und Air Fiji angeflogen wird. Verbindungen bestehen nach Nadi und Suva. Mehrere Schiffe verkehren wöchentlich zwischen Kadavu und dem 88 km entfernten Suva.

## Wirtschaft
Kadavu ist für die Fidschiinseln von untergeordneter Bedeutung. Auf den steilen Hängen ist der Anbau von Zuckerrohr nicht möglich. Somit betreiben die Dorfbewohner überwiegend Subsistenzwirtschaft. Die Kokosnuss zur Produktion von Ölen und Fetten und der Fischfang bilden die einzigen Einnahmequellen im Agrarsektor.
In den letzten Jahren hat der Tourismus stark an Bedeutung gewonnen. Insbesondere Taucher suchen die Insel wegen ihrer Nähe zum Great Astrolabe Riff auf. Die schönen Strände und tropische Vielfalt an Pflanzen und Tieren sind weitere Anziehungspunkte. Dem Ausbau des Tourismus stehen die fehlende Infrastruktur und die Abgelegenheit und die dadurch verursachten hohen Preise auf der Insel entgegen. So gibt es keine internationalen Resorts, sondern nur kleine private Hotels an abgelegenen Stränden, die meist nur mit dem Boot zu erreichen sind. Bei schlechtem Wetter ist eine An- oder Abreise unmöglich. Somit ist die durchschnittliche Verweildauer der wenigen Touristen überdurchschnittlich hoch. Die meisten Hotels werden von Ausländern geleitet, die Fidschianer sind nur angestellt.

## Fotogalerie

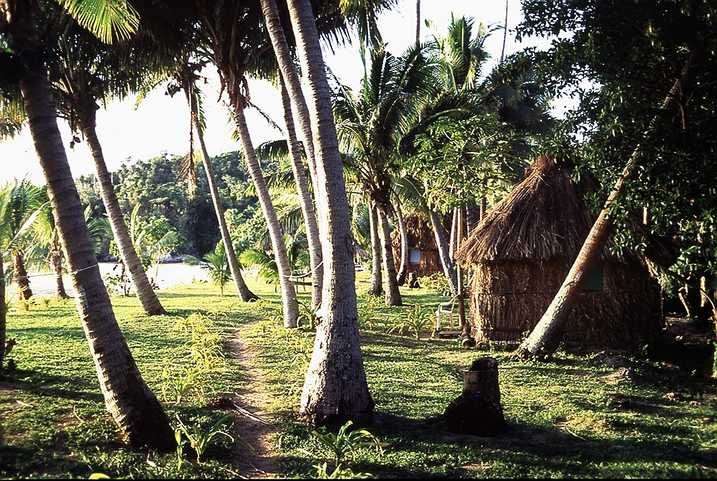
Kadavu, Hotelanlage
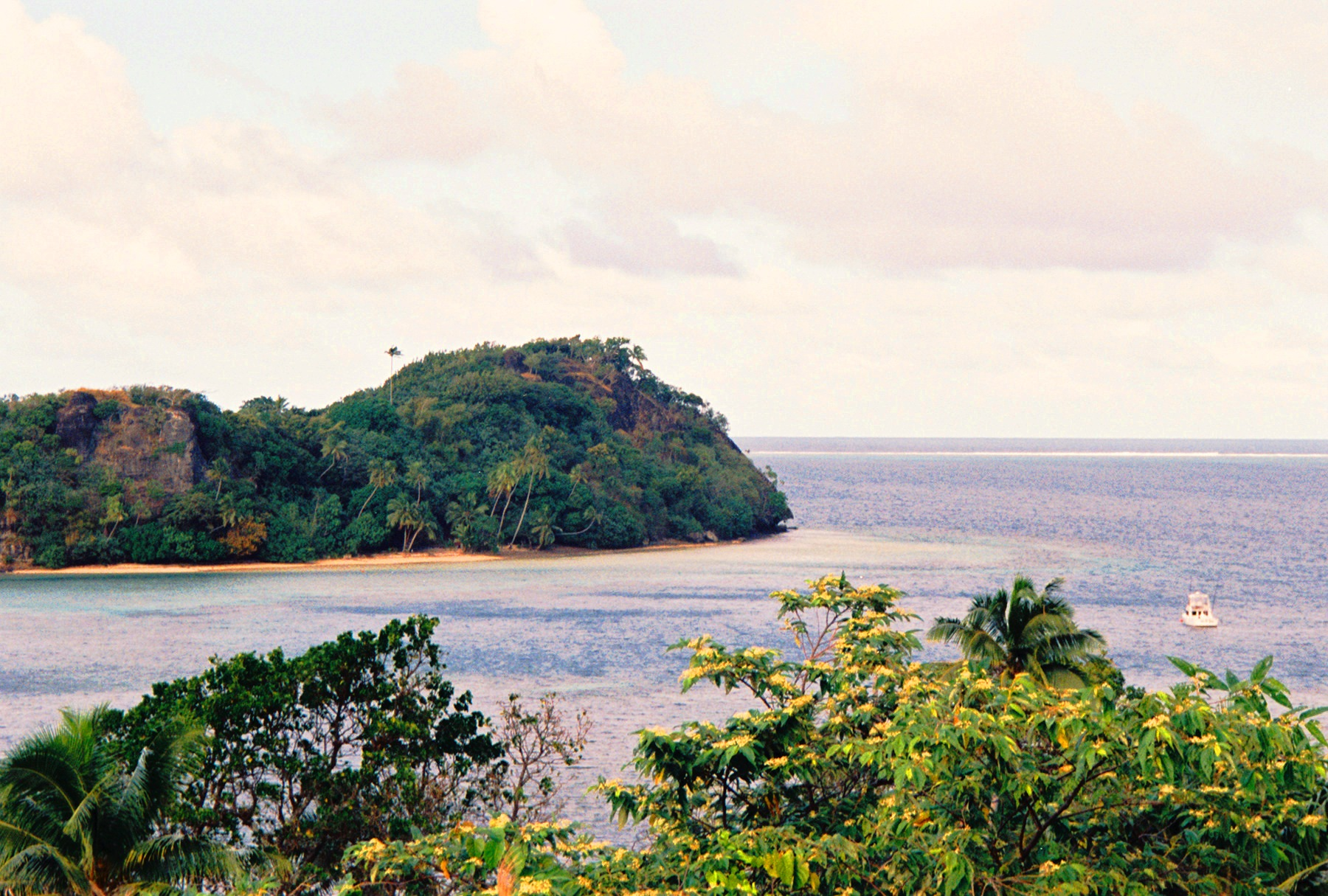
Kadavu mit bis zum Strand reichenden Regenwald
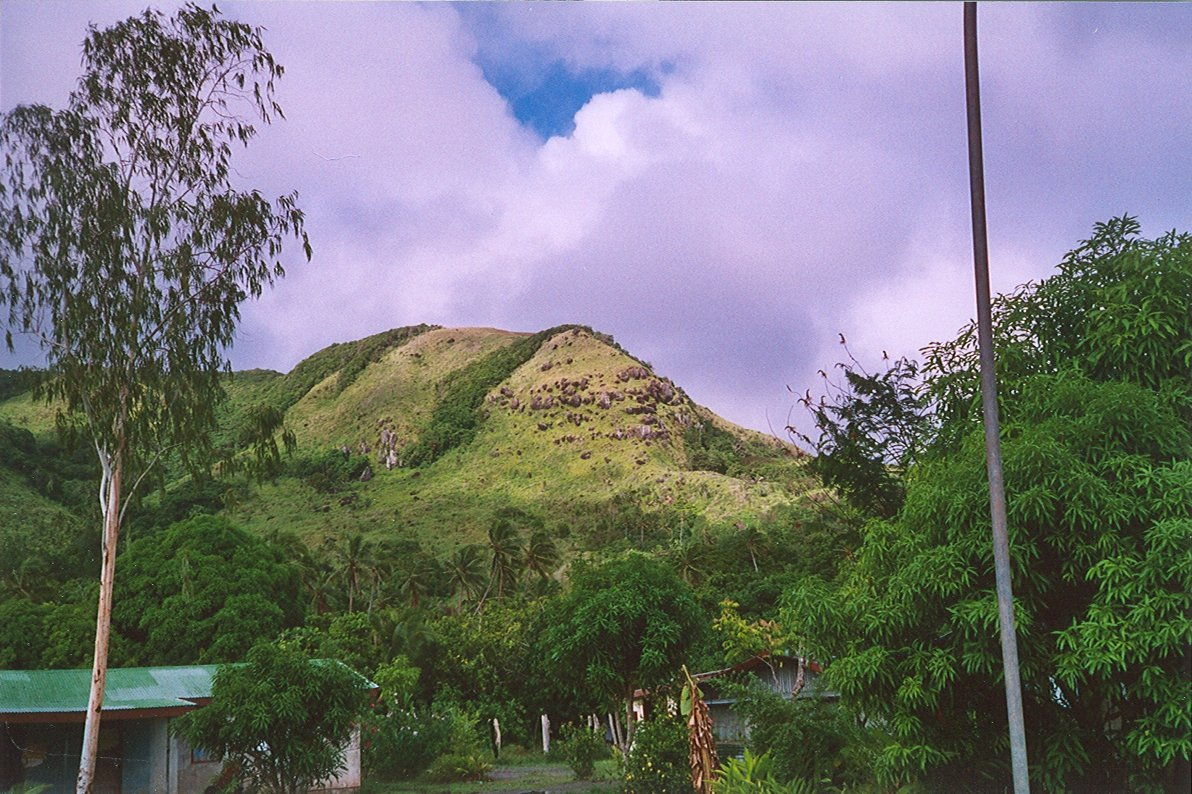
Vunisea, Blick in das Hinterland